# کارولینا خاپکو
کارولینا خاپکو (لهستانی: Karolina Chapko؛ زادهٔ ۱۵ نوامبر ۱۹۸۵) بازیگر اهل لهستان است.
از فیلم‌ها یا مجموعه‌های تلویزیونی که وی در آن‌ها نقش داشته است، می‌توان به یوما، فرابنفش، تاج پادشاهان، عشق اول،  دوران افتخار، ع چون عشق، هتل ۵۲، رنگ‌های خوشبختی و کارناوال اشاره نمود.